# Olešnice (district de Rychnov nad Kněžnou)
Pour les articles homonymes, voir Olešnice.
Olešnice (en allemand : Olleschnitz) est une commune du district de Rychnov nad Kněžnou, dans la région de Hradec Králové, en République tchèque. Sa population s'élevait à 478 habitants en 2022.

## Géographie
Olešnice se trouve à 6 km au nord-ouest de Kostelec nad Orlicí, à 10 km à l'ouest-sud-ouest de Rychnov nad Kněžnou, à 25 km à l'est-sud-est de Hradec Králové et à 123 km à l'est-nord-est de Prague.

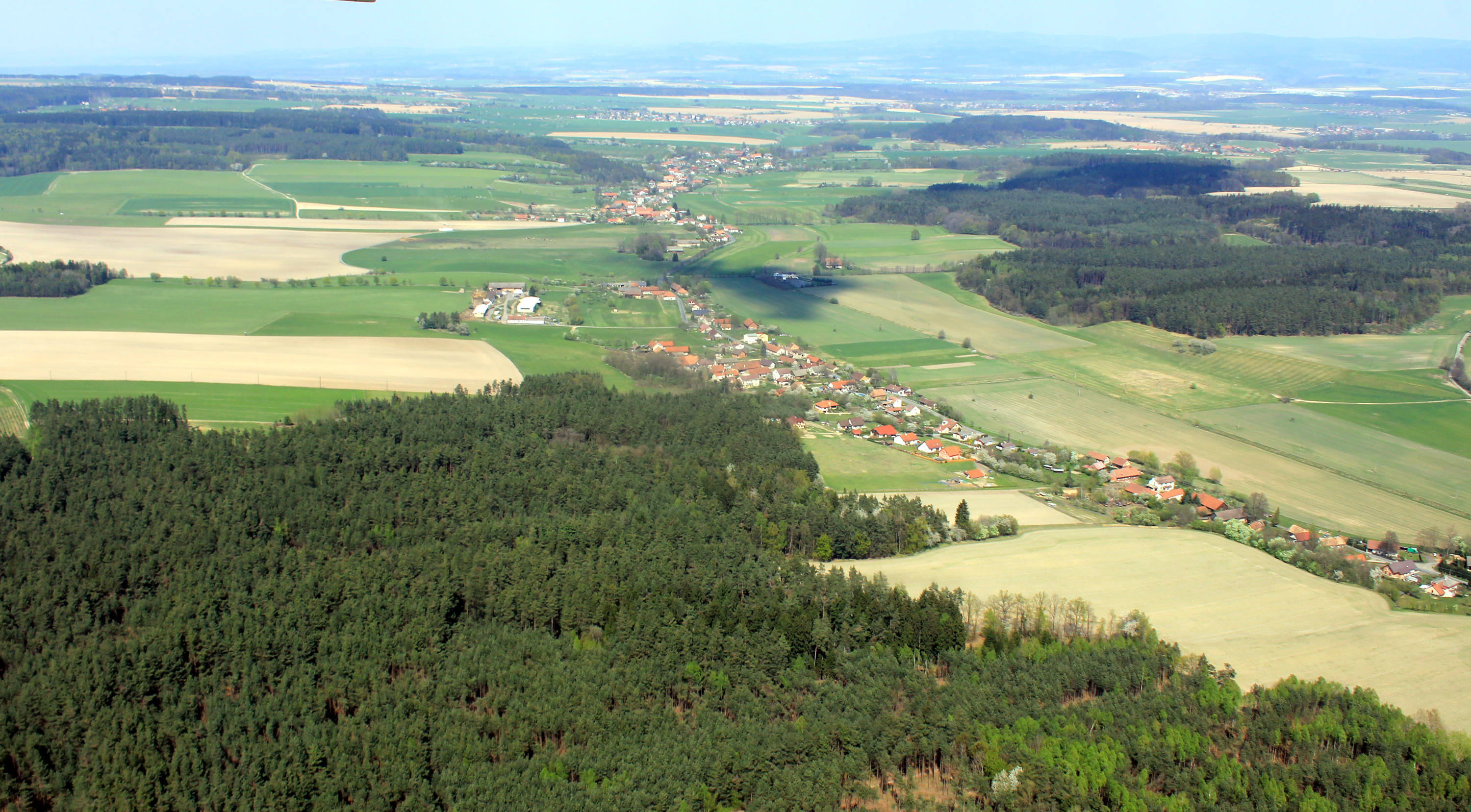
Olešnice : vue aérienne.

La commune est limitée par Lično au nord, par Hřibiny-Ledská à l'est, par Častolovice au sud-est, par Čestice au sud, et par Týniště nad Orlicí à l'ouest.

## Histoire
La première mention écrite de la localité date de 1407.

## Administration
La commune se compose de deux sections :
- Olešnice
- Hoděčín

## Transports
Par la route, Olešnice se trouve à 6 km de Kostelec nad Orlicí, à 13 km de Rychnov nad Kněžnou, à 29 km de Hradec Králové et à 147 km de Prague.